# Pawężnica psia

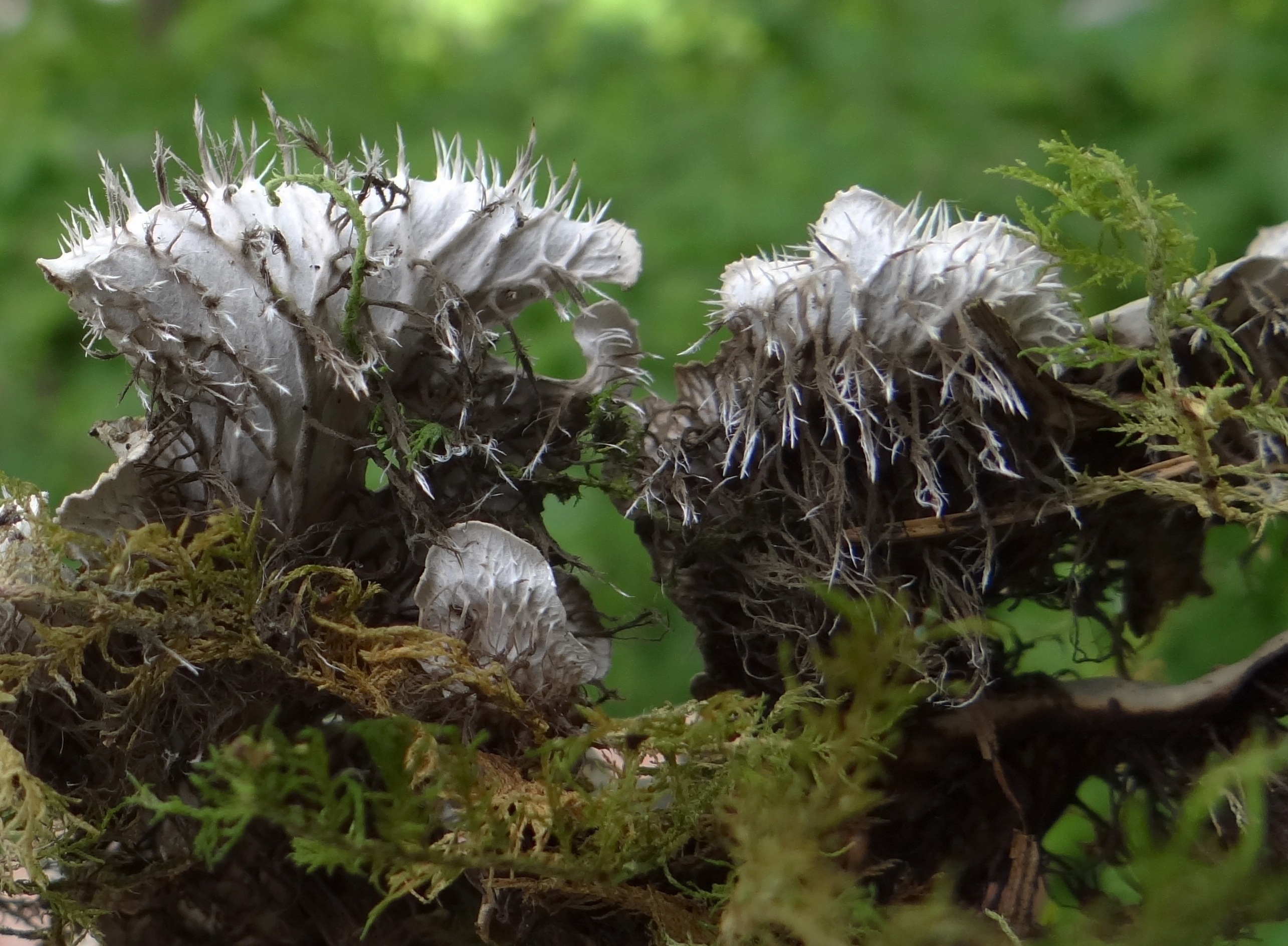
Rozgałęzione chwytniki na dolnej stronie plechy

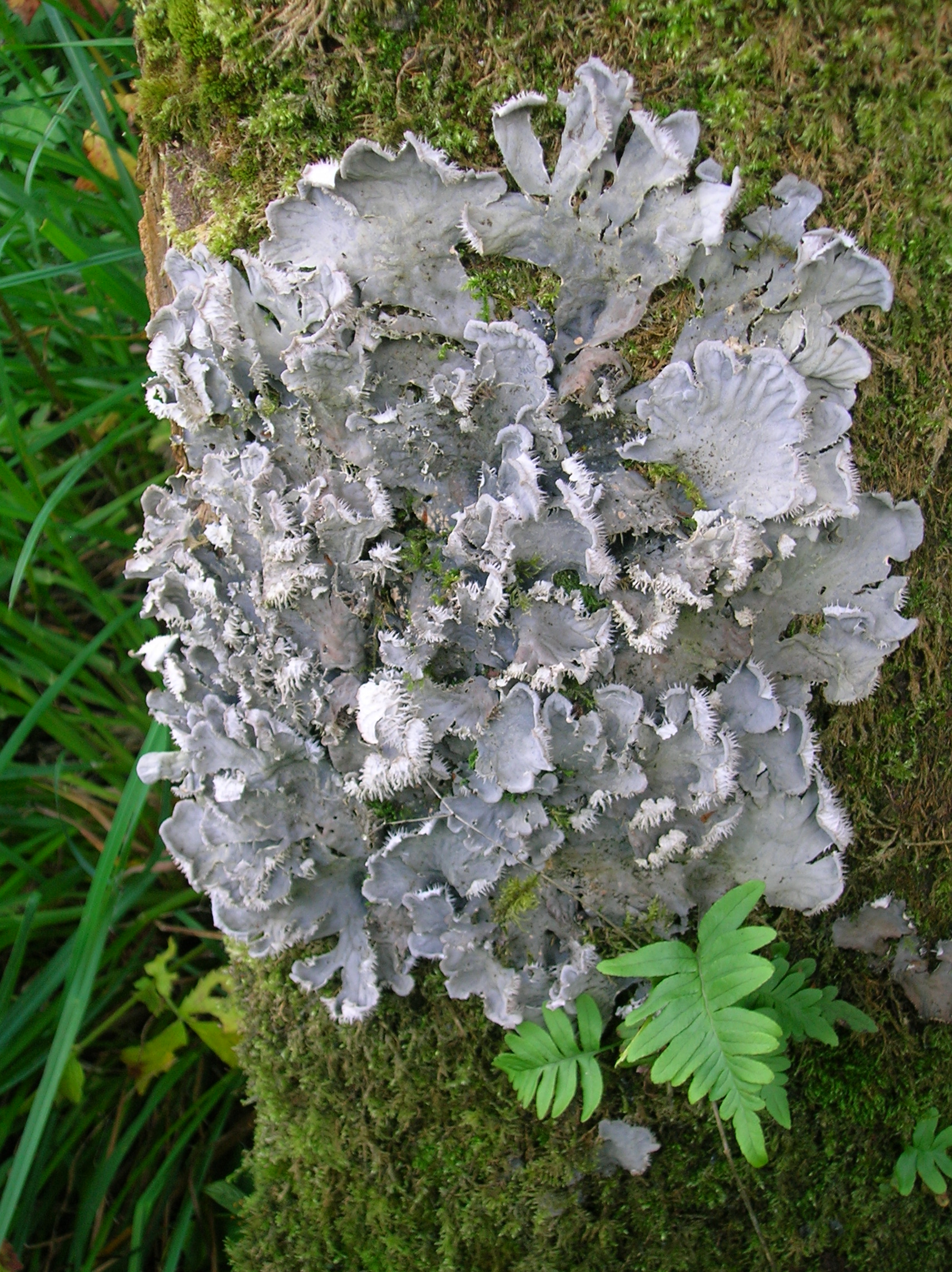

Pawężnica psia (Peltigera canina (L.) Willd.) – gatunek grzybów z rodziny pawężnicowatych (Peltigeraceae). Ze względu na współżycie z glonami zaliczany jest do porostów.

## Systematyka i nazewnictwo
Pozycja w klasyfikacji według Index Fungorum: Peltigera, Peltigeraceae, Peltigerales, Lecanoromycetidae, Lecanoromycetes, Pezizomycotina, Ascomycota, Fungi.
Po raz pierwszy zdiagnozował go w 1753 r. Karol Linneusz nadając mu nazwę Lichen caninus. Obecną, uznaną przez Index Fungorum nazwę nadał mu Carl Ludwig Willdenow w 1787 r.
Niektóre synonimy naukowe:
- Dermatodea canina (L.) A. St.-Hil., 1805
- Lichen caninus L. 1753
- Peltidea canina (L.) Ach. 1803

Nazwa polska według Krytycznej listy porostów i grzybów naporostowych Polski.

## Morfologia
Duża listkowata plecha osiągająca szerokość do 20 cm. Czasami ma postać rozetek, najczęściej jednak rośnie nieregularnie. Składa się z wielu miękkich odcinków o szerokości 1–2(4) cm. Mają brzegi zaokrąglone i płytko karbowane lub falowane. Powierzchnia górna gładka, o barwie szarej, brunatnoszarej, płowej, brązowawej. Jedynie brzegi plechy są pokryte pilśniowatymi włoskami. Jest to plecha heteromeryczna z glonami z rodzaju Nostoc. Dolna powierzchnia jest biaława i są na niej dobrze widoczne białawe lub brunatne żyłki oraz liczne, jasne, rozgałęzione lub proste chwytniki.
Apotecja powstają dość rzadko na zwężonych końcach odcinków. Są wzniesione, brązowe, okrągłe i siodełkowato wygięte. Mają średnicę 4–10 mm. Powstają w nich 4–8-komórkowe o wrzecionowatym kształcie, bezbarwne, igiełkowate i bardzo wydłużone askospory o rozmiarach 35–70 × 3–5 μm. W jednym worku powstaje po 8 askospor. Mają przegrody poprzeczne.
Bardzo podobna jest pawężnica pergaminowa. Odróżnia się mniej rozgałęzionymi chwytnikami (Peltigera membranacea). Podobna jest także pawężnica węgierska (Peltigera ponojensis), ale ma nierozgałęzione chwytniki. Pawężnica rudawa (Peltigera rufescens) ma rozgałęzione chwytniki, ale ciemne.

## Występowanie i siedlisko
Gatunek kosmopolityczny, występujący niemal na wszystkich kontynentach. Nie występuje tylko na Antarktydzie, ale występuje na należących do Antarktyki wyspach, a także na wielu innych wyspach na całym świecie oraz w Arktyce. Rośnie na próchnicznej ziemi, na torfie, na opadłych liściach, na mszakach i wątrobowcach, na opadłych gałęziach drzew, na korze u podstawy pni drzew. Występuje zarówno na kwaśnym podłożu, jak i na wapieniach.
W Polsce występuje zarówno na niżu, jak i w niższych położeniach górskich, ale jest rzadki. Znajduje się na Czerwonej liście roślin i grzybów Polski. Ma status VU – gatunek w sytuacji wysokiego ryzyka wymarcia w stanie dzikim w regionie. W Polsce był gatunkiem ściśle chronionym, od 17 października 2014 podlega ochronie częściowej.